# Penja (taal)
Penja is een mogelijk uitgestorven Bantoetaal in het zuiden van Tanzania, die gesproken werd rond het noorden van het Malawimeer.
De classificatie van Penja is:
- Niger-Congo
  - Atlantic-Congo
    - Volta-Congo
      - Benue-Congo
        - Bantoid
          - Southern
            - Bantu
              - Rukwa
                - Rungwe
                  - Penja